# Cololejeunea hyalina
Cololejeunea hyalina är en bladmossart som beskrevs av G.Asthana et S.C.Srivast.. Cololejeunea hyalina ingår i släktet Cololejeunea och familjen Lejeuneaceae. Inga underarter finns listade i Catalogue of Life.